# Peyrehorade
Peyrehorade är en kommun i departementet Landes i regionen Nouvelle-Aquitaine i sydvästra Frankrike. Kommunen ligger i kantonen Peyrehorade som tillhör arrondissementet Dax. År 2022 hade Peyrehorade 3 693 invånare.

## Befolkningsutveckling
Antalet invånare i kommunen Peyrehorade
Referens:INSEE